# Pharmacis claudiae
Pharmacis claudiae is een vlinder uit de familie van de wortelboorders (Hepialidae). De wetenschappelijke naam van de soort is voor het eerst geldig gepubliceerd door Kristal & Hirneisen in 1994.
De soort komt voor in Europa.